# Георги Петров (агроном)
Вижте пояснителната страница за други личности с името Георги Петров.
Георги Иванов Петров e български учен, агроном, селекционер по пшеницата.
В продължение на 35 години от 1950 г. работи в Добруджанския институт пшеницата и слънчогледа, като от 1962 г. оглавява секция по селекция на пшеницата като старши научен сътрудник I степен.
В института първо създава два сорта зимен ечемик – „№ 16“ и „Добруджа“ 3. През 1957 г. с Таньо Шарков и Коста Гоцов започва първите изпитания в България на сортовете „Безостая 1“ и „Безостая 4“ и спомага за бързото им внедряване, което допринася за удвояване на средните добиви в страната през 60-те години. През 1962 г. изкарва дългосрочна специализация в Краснодар, Южна Русия, при академик Андрей Лукяненко – създател на сортовете „Безостая“, и наблюдава целия цикъл на селекция.
Автор е на повече от 40 научни труда и е създател на високодобивните сортове пшеница „Калиакра 2“, „Красен“, „Плиска“ и „Загоре“, които са търсени от земеделците и достигат около една трета от посевите в страната през 1980-те години.
За заслугите си в зърнопрозводството е награден два пъти с Орден „Народна република България“ I степен.

## Образование
- Старозагорска слята гимназия – 12 юли 1935
- Софийски университет „Св. Климент Охридски“ – 28 май 1941